# Черкаський професійний ліцей
Черкаський професійний ліцей — державний навчальний заклад, професійно-технічний навчальний заклад у місті Черкаси.

## Історія
Ліцей було засновано 1980 року як Черкаське професійно-технічне училище № 17 на базі Черкаського міжколгоспбуду згідно з наказом Державного комітету УРСР по професійно-технічній освіті та міжколгоспного об'єднання по будівництву «Укрколгоспбуду» від 14 березня. 1983 року навчальний заклад було реорганізовано в Черкаське середнє професійне училище № 17, 1992 року — в Черкаське професійне училище № 17, 2000 року — в Черкаське професійно-технічне училище № 17. З липня 2003 року навчальний заклад отримав сучасну назву згідно з наказом МОН України від 12 червня № 374.
23 жовтня 2019 року на території ліцею відкрито пам'ятний знак «Вірним захисникам України».

## Спеціальності
Ліцей готує робітників за наступними спеціальностями:
- на базі базової середньої освіти
  - оператор з обробки інформації та програмного забезпечення
  - налагоджувальник технологічного устаткування (електронна техніка)
  - адміністратор
  - електрозварник ручного зварювання
  - водій автотранспортних засобів категорії «С»
  - слюсар з ремонту автомобілів
  - муляр
  - штукатур
  - монтажник гіпсокартонних конструкцій
  - столяр будівельний
- на базі загальної середньої освіти
  - оператор з обробки інформації та програмного забезпечення
  - налагоджувальник технологічного устаткування (електронна техніка)
  - адміністратор
  - електрозварник ручного зварювання
  - слюсар з ремонту автомобілів
  - водій автотранспортних засобів категорії «С»
  - столяр будівельний
  - штукатур
  - електромонтажник з освітлення та освітлювальних мереж
  - муляр
  - лицювальник-плиточник
  - монтажник гіпсокартонних конструкцій

## Педагогічний колектив
У навчальному закладі працюють 14 осіб мають категорію «спеціаліст вищої категорії», 8 осіб — категорію «спеціаліст І категорії», 8 осіб — категорію «спеціаліст ІІ категорії», 12 осіб — категорію «майстер І категорії», 2 особи — категорію «спеціаліст ІІ категорії», 7 осіб — звання «викладач-методист», 4 особи — звання «старший викладач», 10 осіб — звання «відмінник освіти України».

## Випускники
Випускником ліцею були 
- Дронов Сергій Анатолійович (1997—2018) — солдат Збройних сил України, учасник російсько-української війни.
- Калашник Микола Олександрович (1989-2014), старший солдат Збройних сил України, учасник російсько-української війни.
- Самишкін Володимир Борисович, учасник АТО, загинув 31 липня 2014 року біля міста Шахтарськ[3].